# Rondeshagen
Rondeshagen là một đô thị thuộc huyện Lauenburg, trong bang Schleswig-Holstein, nước Đức. Đô thị Rondeshagen có diện tích 9,51 km², dân số thời điểm 31 tháng 12 năm 2006 là 854 người.